# Schistocerca flavofasciata
Schistocerca flavofasciata é uma espécie de gafanhoto da família Acrididae encontrada na América do Sul.